# Бертолд фон Штауфенберг
види Бертолд Марија Шенк фон Штауфенберг (рођен 1934) за Клаусовог сина и Бертолдовог нећака
Бертолд Шенк фон Штауфенберг (Штутгарт, 15. март 1905 — Берлин, 10. август 1944) је био немачки аристократа, правник и завереник у 20. јулској завери 1944, да се убије Хитлер. У завери је учествовао заједно са својим братом Клаусом фон Штауфенбергом, армијским пуковником. Клаус је свог најстаријег сина, Бертолда назвао по свом брату.
Бертолд је био најстарији од тројице браће (трећи је био Бертолдов близанац, Александар Шенк фон Штауфенберг) рођен у старој и чувеној аристократској јужнонемачкој католичкој породици. Његови родитељи, последњи носиоци титуле оберхофмаршал (Oberhofmarschall) Краљевине Виртемберг, су били Алфред Шенк фон Штауфенберг (Alfred Schenk von Stauffenberg) и Каролина (девојачки: фон Икскил-Гиленбранд) (Caroline, von Üxküll-Gyllenbrand). Међу његовим прецима је било више чувених Пруса, укључујући Аугуста фон Гнајзенауа.
Након студија права у Тибингену, постао је асистент професора међународног права на Кајзер Вилхелм институту за страно и међународно право, 1927. Њега и његовог брата Клауса је Албрехт фон Блументал увео у кружок мистичког симболистичког песника Стефана Георгеа (Stefan George), чији су многи следбеници учествовали у Немачком покрету отпора национал-социјализму. Радио је у Хагу од 1930. до 1932. Оженио је Марију Класен. 1939. је ступио у морнарицу, и радио у Високој команди као штабни судија и саветник за међународно право.
Бертолдов стан у Тристанштрасе у Берлину, у ком је и његов брат Клаус неко време живео, је био састајалиште завереника, попут њиховог рођака Петера Јорка фон Бартенбурга. Пошто је само његов брат, Клаус, имао приступ Хитлеровој околини, он је морао да подметне бомбу у Хитлеровој канцеларији у команди у Растенбургу, Источна Пруска 20. јула 1944. Клаус је одлетео на Рангздорф аеродром, јужно од Берлина, где се срео са Бертолдом. Заједно су отишли у Бендлерштрасе, где су вође завере планирале да поставе свој центар операција у Берлину.
Када се сазнало да је Хитлер преживео, и да завера није успела, Бертолд и његов брат су ухапшени у Бендлерштрасе исте ноћи. Клаус је стрељан убрзо затим. Бертолду је суђено, и 10. августа је био један од осам завереника који су убијени спорим дављењем у Плецензе затвору у Берлину.